# Последната песен (филм)
Последната песен (на английски: The Last Song) е романтичен филм по романа на Никълъс Спаркс. Създаден е през 2010 г. в САЩ. Световната премиера е на 1 април, 2010 г., а в България на 7 май, 2010 г.

## История
Вероника „Рони“ Милър (Майли Сайръс) е седемнадесет годишно момиче. Родителите ѝ се развеждат и баща ѝ (Грег Киниър) се мести от Ню Йорк в Джорджия. Момичето е много сърдито на родителите си заради решението им и майка ѝ (Кели Престън) решава, че ще бъде добре за Рони да посети баща си за лятото. Но сближаването между баща и дъщеря отново ще бъде трудна задача и той избира нещо което и двамата обичат - музиката. Там тя среща и първата си любов, момче на име Уил (Лиам Хемсуърт).

## Участват
- Майли Сайръс (Miley Cyrus) – Вероника „Рони“ Милър
- Лиам Хемсуърт (Liam Hemsworth) – Уил Блейкли
- Кели Престън (Kelly Preston) – Ким
- Боби Колмън (Bobby Coleman) – Джон Милър
- Грег Киниър (Greg Kinnear) – Стив Милър
- Мелиса Ордуей (Melissa Ordway) – Ашли
- Кейт Вернън (Kate Vernon) – Сюзън Блейкли
- Кери Малабри (Carrie Malabre) – Каси